# Mycodrosophila boudinoti
Mycodrosophila boudinoti är en tvåvingeart som beskrevs av Tsacas och Chassagnard 1991. Mycodrosophila boudinoti ingår i släktet Mycodrosophila och familjen daggflugor.
Artens utbredningsområde är Nya Kaledonien. Inga underarter finns listade i Catalogue of Life.